# Sonnenbrand (Weintraube)

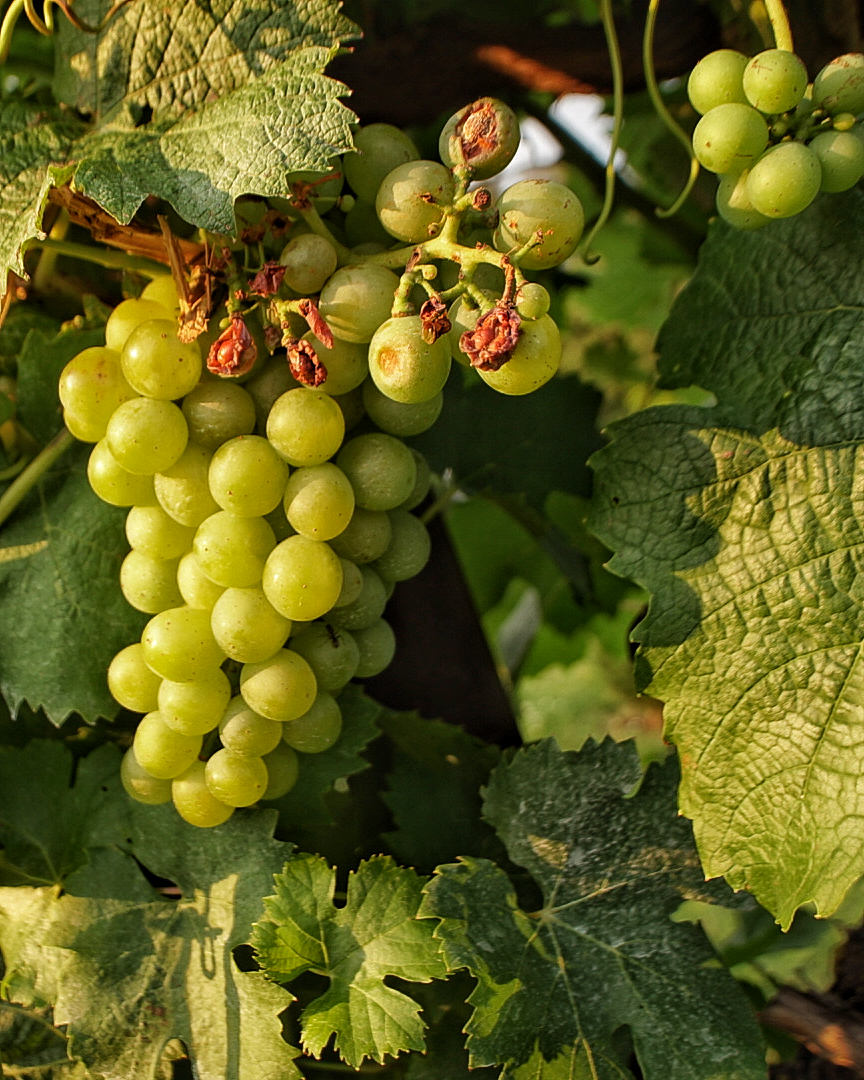
Sonnenbrand an Beeren in Form eines runden Flecks mit verbrannter Haut

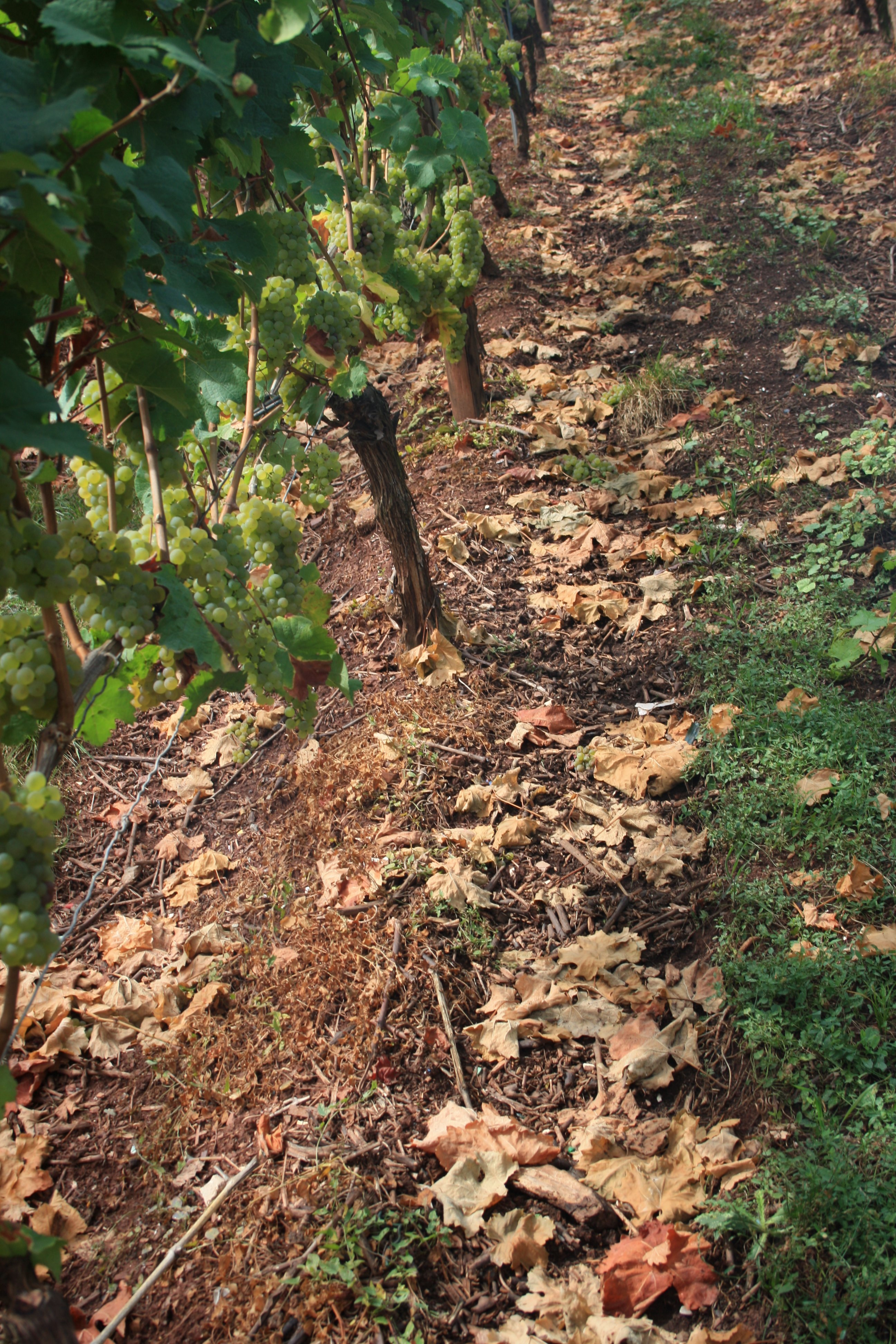
Entblätterung der Traubenzone

Sonnenbrand bei Weintrauben ist ein Schadbild, welches zu einem Eintrocknen der Beeren führen kann. Ursache und Gegenmaßnahmen scheinen noch nicht restlos geklärt, es besteht jedoch die Vermutung, dass eine zu frühzeitige Entblätterung der Traubenzone des Weinstocks die Entstehung des Schadbilds fördert. Am empfindlichsten reagieren Beeren, die während der Wachstumsperiode lange beschattet waren und sich nach einer Entlaubung nicht rechtzeitig an die neuen Verhältnisse anpassen konnten. Die Empfindlichkeit nimmt mit zunehmendem Trockenstress offensichtlich zu.
Klassischer Sonnenbrand an Beeren zeigt sich in Form eines runden Flecks mit verbrannter Haut auf der der Sonne zugewandten Seite. Im Extremfall reißt die Beerenhaut und es kommt zu einem Eintrocknen.
Andererseits fördert die direkte Sonneneinstrahlung die Bildung von Quercetin. Quercetin werden weitreichende, physiologisch positive Effekte zugesprochen. Hervorzuheben ist dabei die antikarzinogene Wirkung, welche hauptsächlich auf das antioxidative Potential zurückzuführen ist.